# جيريمي إنغلز
جيريمي إنغلز (بالإنجليزية: Jeremy Ingalls)‏ (2 أبريل 1911 - 16 مارس 2000)؛ مترجمة، كاتِبة وشاعرة أمريكية.

## الجوائز
- زمالة غوغنهايم